# 693043 Suhay
693043 Suhay este o planetă minoră (asteroid) din centura de asteroizi. A fost descoperită pe 8 septembrie 2013 la  de . 
Obiectul prezintă o orbită caracterizată de o semiaxă mare de 2,770134362916 UAi, o excentricitate de 0,10333437464716, o înclinație de 9,6490730487123 ° în raport cu ecliptica.